# Suffield-cum-Everley
Suffield-cum-Everley est une paroisse civile du Yorkshire du Nord, en Angleterre.